# Şenol Güneş
Şenol Güneş (Trabzon, 1 juni 1952) is een Turkse voetbalcoach en voormalig voetballer. Hij was onder meer vier keer hoofdcoach van Trabzonspor, voor het laatst in de periode 2009-2013.
Güneş werd geboren in Trabzon en begon zijn voetbalcarrière ook bij de Turkse club. Hij maakte alle kampioenschappen van Trabzonspor mee. In de periode 1975-1984 was hij keeper van het elftal dat vijf jaar achter elkaar kampioen werd.
Als trainer behaalde Güneş de bronzen medaille op het WK voetbal 2002 met het Turks voetbalelftal. Dit is tot nu het grootste succes wat het Turks voetbalelftal ooit heeft behaald.
Het lukte Güneş als trainer nooit om met Trabzonspor kampioen van Turkije te worden. In 1996 en 2005 werd hij wel tweede met de Turkse club en in het seizoen 2010/2011 liep hij het kampioenschap mis op doelsaldo, aan Fenerbahce.
In 2015 werd Güneş hoofdtrainer van Beşiktaş. Hij volgde de Kroaat Slaven Bilić op en leidde de club in het seizoen 2015/16 naar de eerste landstitel sinds 2009.

## Erelijst als trainer
- WK 2002
- UEFA-trainer van het jaar 2002
- Turkse voetbalbeker in 2005 en 2010

1 Reçber ·
2 Emre Aşık ·
3 Korkmaz ·
4 Akyel ·
5 Özalan ·
6 Erdem ·
7 Buruk ·
8 Kerimoğlu ·
9 Şükür  ·
10 Baştürk ·
11 Şaş ·
12 Çatkıç ·
13 Izzet ·
14 Havutçu ·
15 Nihat ·
16 Ümit Özat ·
17 Mansız ·
18 Penbe ·
19 Ercan ·
20 Ünsal ·
21 Emre Belözoğlu ·
22 Ümit Davala ·
23 Özgültekin ·
Coach: Güneş
1 Rüştü ·
2 Sonkaya ·
3 Korkmaz  ·
4 Akyel ·
5 Özalan ·
6 Penbe ·
7 Balcı ·
8 Arslan ·
9 Şanlı ·
10 Baştürk ·
11 Nihat ·
12 Çatkıç ·
13 Yıldırım ·
14 Barış ·
15 Üzülmez ·
16 Yılmaz ·
17 Servet ·
18 Kartal ·
19 Ateş ·
20 Şahin ·
21 Toraman ·
22 Karadeniz ·
23 Şahin ·
Coach: Güneş
1 Günok ·
2 Çelik ·
3 Demiral ·
4 Söyüncü ·
5 Yokuşlu ·
6 Tufan ·
7 Ünder ·
8 Toköz ·
9 Karaman ·
10 Çalhanoğlu ·
11 Yazıcı ·
12 Bayındır ·
13 Meraş ·
14 Antalyalı ·
15 Kabak ·
16 Ünal ·
17 B. Yılmaz  ·
18 R. Yılmaz ·
19 Kökçü ·
20 Ömür ·
21 Kahveci ·
22 Ayhan ·
23 Çakır ·
24 Aktürkoğlu ·
25 Müldür ·
26 Dervişoğlu ·
Coach: Güneş